# Oliver MacDonald
Oliver MacDonald   (Paterson, 20 de febrer de 1904 - Flemington, 14 d'abril de 1973) va ser un atleta estatunidenc que va competir durant la dècada de 1920.
El 1924 va prendre part en els Jocs Olímpics de París, on guanyà la medalla d'or en la prova dels 4x400 m relleus del programa d'atletisme. Formava equip amb Commodore Cochran, Alan Helffrich i William Stevenson.
Es va graduar a la Universitat de Pennsilvània el 1927.

## Millors marques
- 200 metres llisos. 21.8" (1924)
- 400 metres llisos. 48.5" (1924)[1][2]